# III Festival Mundial de la Juventud y los Estudiantes
El III Festival Mundial de la Juventud y los Estudiantes tuvo lugar en 1951 en Berlín Oriental, capital entonces de Alemania Oriental. Organizada por la Federación Mundial de la Juventud Democrática (FMJD), la tercera edición de su festival reunió a unos 26 000 jóvenes de 104 países bajo el lema "¡Juventud, únete frente al peligro de una nueva guerra, en pro de una paz duradera!". Con el paso del tiempo esta edición ha retenido cierta notoriedad por el pañuelo estampado diseñado para ella por Pablo Picasso, Les quatre visages (Las cuatro caras), cuyo motivo une alegóricamente las cuatro principales razas del Mundo rodeando a la paloma de la paz. 
El Festival transcurrió en un período de intensa agudización de la tensión entre el Bloque del Este y las potencias occidentales a causa de la guerra de Corea, primer conflicto internacional de proporciones desde la Segunda Guerra Mundial. En todo el mundo se recolectaban firmas de apoyo al Llamamiento de Estocolmo, documento lanzado por el Consejo Mundial de la Paz dirigido a las cinco grandes potencias, que las exhortaba a concertar un tratado de paz. Por otro lado, en Estados Unidos imperaba el macartismo y en varios países de la OTAN se detenía y enjuiciaba a militantes pacifistas.
La Federación Mundial de la Juventud Democrática decidió entonces dar un espaldarazo a la recientemente proclamada Alemania Oriental "por mantener desde su fundación una política consecuente de paz y por haber extirpado todo lo que pudiera alentar en su tierra las ideas fascistas". El nuevo Estado socialista había comenzado formalmente a existir el 7 de octubre de 1949, con la entrada en vigor de su Constitución y el traspaso del poder por parte de las autoridades soviéticas.